# Rectángulo canadiense

Bandera de Canadá.

Un rectángulo canadiense es el diseño vexilológico que incluye una franja vertical central del doble de tamaño que las otras dos que componen la bandera. Es decir, una bandera de cuatro franjas verticales en la que las dos centrales son del mismo color.
Se le dio ese nombre por la Bandera de Canadá, que es la más prominente en presentar esta característica. Ninguna otra bandera nacional presenta este rectángulo, pero varias banderas de circunscripciones subnacionales o municipales lo utilizan, especialmente en Canadá. Por ejemplo se pueden nombrar las ciudades de Cornwall en Ontario y Burlington en Ontario y los territorios noroccidentales de Canadá.
Ocasionalmente, el término se usa para referirse a cualquier bandera con un panel central largo, sin diferenciar si cubre o no la mitad o más de la bandera. En ese sentido, algunas veces la Bandera de la Isla Norfolk está considerada como si tuviera un rectángulo canadiense.
Por analogía, cualquier bandera que tiene una franja horizontal de un tamaño equivalente a la mitad de su ancho se dice que tiene una Franja española.
- Datos: Q2917090